# Basildon (borough)
Basildon – dystrykt w hrabstwie Essex w Anglii, powstałe na mocy Ustawy z 1946 autorstwa ministra ds. planowania miasta i wsi Lewisa Silkina. Liczba mieszkańców miasta wynosi około 101 000 (dane z 1994). W 2011 roku dystrykt liczył 174 497 mieszkańców.

## Miasta
- Basildon
- Billericay
- Laindon
- Langdon Hills
- Pitsea
- Wickford

## Inne miejscowości
Crays Hill, Great Burstead, Great Burstead and South Green, Little Burstead, Noak Bridge, North Benfleet, Ramsden Bellhouse, Ramsden Crays, Shotgate, Vange.